# Manuel Franquelo
Manuel Franquelo (Málaga, 1953-Madrid, 28 de mayo de 2024) fue un artista, pintor hiperrealista, dibujante, fotógrafo, e ingeniero español. 

## Biografía
Franquelo nació en Málaga (1953). A los diecinueve años se trasladó a Madrid para estudiar Ingeniería de telecomunicaciones (1972). Pocos años después abandona dichos estudios y los sustituye por los de Bellas Artes (1975) en la Escuela Superior de Bellas Artes de San Fernando. Desde entonces, integró en su trayectoria ambas disciplinas.
Ya en las décadas de los años ochenta y noventa, a través de una técnica pictórica lenta y concienzuda, elabora obras en las que desaparece por completo la huella humana. Para su realización llegó a inventar artilugios específicos que le permitieron observar el color o realizar sutiles trazos y veladuras, hasta obtener el nivel de detalle y textura buscados. Buscaba el objetivo de lograr en el espectador, sobrepasado ante tal grado de minuciosidad y precisión, la vivencia de lo sublime.
Franquelo se ganó la reputación de pintor hiperrealista. Un tema común en sus pinturas es una colección de objetos de naturaleza muerta dispuestos en un estante sobre un fondo oscuro. Se interesa por la representación del mundo a través de lo insignificante y cotidiano, lo que pasa desapercibido, actualizando la temática de la naturaleza muerta y creando una ilusión óptica en la que los objetos revelan el paso del tiempo a través de arrugas, manchas, o motas.
Desde finales de la década de 1990, Franquelo trabajó y colaboró con Adam Lowe y el ingeniero Sven Nebel. Lowe y Franquelo crearon juntos el estudio Factum Arte en 2001, y Franquelo estuvo involucrado en el estudio hasta 2004. Con el apoyo de Factum Arte y Factum Foundation, Franquelo creó el escáner Lucida 3D, utilizado para registrar superficies de bajo relieve, como las de pinturas y superficies de paredes con frescos, en 3D, y que Factum aún utiliza en 2020.
En 2001, Franquelo y Lowe contribuyeron a un proyecto, junto con el Consejo Supremo de Antigüedades de Egipto, Ahmad Baghat y Michael Mallinson, para demostrar que era posible escanear con láser y replicar la tumba de Seti I en el Valle de los Reyes. Esto llevó a la grabación posterior por parte de Factum Arte y Factum Foundation de la Tumba de Tutmosis III, la tumba de Tutankamón y la tumba de Seti I.
Su obra ha sido expuesta en diversos museos y galerías: Michael Hoppen Gallery (Londres), Nagasaki Prefectural Art Museum (Nagasaki), Museo Thyssen-Bornemisza (Madrid), Centro Internacional de Fotografía (Nueva York) o Centro de Arte y Medios Tecnológicos de Karlsruhe-ZKM (Karlsruhe), comisariada por Bruno Latour y Peter Wibel.
La Galería Marlborough representó a Franquelo desde 1999 hasta su fallecimiento en 2024, en sus sedes de Madrid, Barcelona y Nueva York.

## Premios
- Premio Nacional de Grabado 1998.[9]